# W (ånglok)
W var SJ:s littera på ånglok anskaffade för lokaltåg år 1914.
W-loken var tillsammans med de samtida, något större J-loken, ett mellanting mellan de från år 1908 anskaffade S-loken och Y-loken och avsedda för lokaltåg. De användes i början i Göteborgsområdet, finns dokumenterade i tåg på bland annat Karlsborgsbanan (Skövde-Karlsborg) och Mjölby–Hästholmens Järnväg, och kom att användas fram till 1950-talet. Efter att ha stått konserverade som beredskapslok, slopades de 1963 för skrotning.
Ett av W-loken finns bevarat på Sveriges järnvägsmuseum.